# Munchiqueskogsgärdsmyg
Munchiqueskogsgärdsmyg (Henicorhina negreti) är en hotad fågel i tättingfamiljen gärdsmygar inom ordningen tättingar. Den förekommer endast i västra Anderna i Colombia och beskrevs som ny art för vetenskapen så sent som 2003.

## Utseende och läten
Munchiqueskogsgärdsmygen är med en kroppslängd på 11 cm en liten medlem av familjen, liksom övriga skogsgärdsmygar med korta vingar och kort stjärt. Könen är lika, med mörkbrun hjässa och mer varmbrun ovansida med ljusare men mörkbandade vingar. På huvudet syns ett tydligt vitt ögonbrynsstreck ovan ett svart öronstreck samt vitstreckade örontäckare. Strupen är vit, bröstet ljusgrått och resten av undersidan kastanjebrun, på buken fint bandad. Den är mycket lik gråbröstad skogsgärdsmyg, men skiljs på den bandade buken, kallare grå ovansida, längre tarser och kortare stjärt. Lätet är distinkt, upprepade fraser med sex till tolv klara toner, varje fras cirka två sekunder lång.

## Utbredning och systematik
Fågeln förekommer i västra Anderna i Colombia. Den behandlas som monotypisk, det vill säga att den inte delas in i några underarter.

## Status och hot
Munchiqueskogsgärdsmygen har ett litet utbredningsområde och en liten världspopulation bestående av uppskattningsvis endast 2 500–10 000 vuxna individer. Den tros också minska i antal till följd av habitatförlust. Den är därför upptagen på internationella naturvårdsunionen IUCN:s röda lista över hotade arter, kategoriserad som sårbar (VU).

## Namn
Fågelns vetenskapliga artnamn hedrar Alvaro José Negret Fernandez (1949-1998), colombiansk naturforskare, ornitolog och direktör över naturhistoriska museet vid Caucauniversitetet.